# Christenberg (Gemeinde Bischofstetten)
Christenberg ist eine Ortschaft in der Katastralgemeinde und Marktgemeinde Bischofstetten, Niederösterreich.

## Geografie
Die Rotte Christenberg liegt drei Kilometer südwestlich von Bischofstetten an der Manker Straße (B29). Am 1. Jänner 2024 zählte die Ortschaft 35 Einwohner.

## Geschichte
Im Franziszeischen Kataster von 1821 ist Christenberg mit einigen Gehöften, aber in der Katastralgemeinde Teufelsdorf verzeichnet. Laut Adressbuch von Österreich waren im Jahr 1938 in Christenberg mehrere Landwirte mit Direktvertrieb ansässig. Mit den Gemeindezusammenlegungen in den 1970ern wurde Christenberg aus der damaligen Gemeinde Teufelsdorf, heute eine Ortschaft von Kilb, herausgelöst und der Gemeinde Bischofstetten zugeschlagen.